# دوري جنوب إفريقيا لكرة القدم 2009–10
دوري جنوب أفريقيا لكرة القدم 2009–10 (بالإنجليزية: 2009–10 Premier Soccer League)‏ هو الموسم 14 من دوري جنوب أفريقيا لكرة القدم ‏. كان عدد الأندية المشاركة فيه 16، وفاز فيه سوبر سبورت يونايتد.